# Classic Sud Ardèche
Classic Sud Ardèche (oficialmente: Faun-Ardèche Classic) es una competición ciclista de un día francesa que se disputa principalmente en el sur-oriente de Francia en el departamento de Ardèche.
La carrera fue un evento nacional (carrera amateur) desde su creación en 2001 hasta 2007, antes de formar parte del UCI Europe Tour en 2008 como una carrera de categoría 1.2 (última categoría del profesionalismo) para después ascender en 2010 a la categoría 1.1. De cara a 2020, la carrera pasó a formar parte de las UCI ProSeries dentro de la categoría 1.Pro.
Desde su creación hasta 2012 la carrera se denominó Boucles du Sud Ardèche-Souvenir Francis Delpech.

## Palmarés
| Año                                                                 | Ganador                | Segundo               | Tercero               |
| ------------------------------------------------------------------- | ---------------------- | --------------------- | --------------------- |
| Boucles du Sud Ardèche-Souvenir Francis Delpech (ediciones amateur) |                        |                       |                       |
| 2001                                                                | Thomas Bernabeu        | Philippe Gallo        | Christophe Igora      |
| 2002                                                                | Tom Colas              | Thomas Bernabeu       | Regis Decotte         |
| 2003                                                                | Hicham Menad           | Dimitar Dimitrov      | Jean-François Laroche |
| 2004                                                                | Alexandr Sabalin       | Hubert Dupont         | Nicolas Dulac         |
| 2005                                                                | Fabien Fraissignes     | Yauhen Sobal          | Fabrice Billard       |
| 2006                                                                | Jean-Christophe Péraud | Ignatas Konovalovas   | Vasily Khatuntsev     |
| 2007                                                                | Yevgueni Sokolov       | Rein Taaramäe         | Thomas Brigaud        |
| (ediciones profesionales)                                           |                        |                       |                       |
| 2008                                                                | Gatis Smukulis         | Anthony Ravard        | Jonas Aaen Jørgensen  |
| 2009                                                                | Freddy Bichot          | Nicolas Jalabert      | Yann Huguet           |
| 2010                                                                | Christophe Riblon      | Pierrick Fédrigo      | Cyril Gautier         |
| 2011                                                                | Arthur Vichot          | Thierry Hupond        | Cyril Gautier         |
| 2012                                                                | Rémi Pauriol           | Arthur Vichot         | Ion Izagirre          |
| Classic Sud Ardèche-Souvenir Francis Delpech                        |                        |                       |                       |
| 2013                                                                | Mathieu Drujon         | Rémi Pauriol          | Romain Bardet         |
| 2014                                                                | Florian Vachon         | Michał Gołaś          | Philippe Gilbert      |
| 2015                                                                | Eduardo Sepúlveda      | Julien Loubet         | Fabio Felline         |
| 2016                                                                | Petr Vakoč             | Julien Simon          | Olivier Pardini       |
| 2017                                                                | Mauro Finetto          | Mattia Cattaneo       | Francesco Gavazzi     |
| Faun Environnement-Classic de l'Ardèche Rhône Crussol               |                        |                       |                       |
| 2018                                                                | Romain Bardet          | Maximilian Schachmann | Lilian Calmejane      |
| 2019                                                                | Lilian Calmejane       | Valentin Madouas      | Odd Christian Eiking  |
| Faun-Ardèche Classic                                                |                        |                       |                       |
| 2020                                                                | Rémi Cavagna           | Tanel Kangert         | Guillaume Martin      |
| 2021                                                                | David Gaudu            | Clément Champoussin   | Hugh Carthy           |
| 2022                                                                | Brandon McNulty        | Mauri Vansevenant     | Sepp Kuss             |
| 2023                                                                | Julian Alaphilippe     | David Gaudu           | Mattias Skjelmose     |
| 2024                                                                | Juan Ayuso             | Romain Grégoire       | Mattias Skjelmose     |
| 2025                                                                | Romain Grégoire        | Marco Brenner         | Lorenzo Fortunato     |

## Palmarés por países
| País            | Victorias |
| --------------- | --------- |
| Francia         | 16        |
| Argelia         | 1         |
| Bielorrusia     | 1         |
| Letonia         | 1         |
| Rusia           | 1         |
| Argentina       | 1         |
| República Checa | 1         |
| Italia          | 1         |
| Estados Unidos  | 1         |
| España          | 1         |